# プランク力
プランク力（プランクちから、英: Planck force）は、プランク単位系における力。国際単位系との換算は以下の通り。
{\displaystyle 1\,{\mbox{N}}_{p}={\frac {c^{4}}{G}}=1.21027\times 10^{44}{\mbox{ N.}}}